# Калачёв, Павел Дмитриевич
Павел Дмитриевич Калачёв - конструктор радиотелескопов и антенн, доктор технических наук (1972), лауреат премии им. А.С.Попова АН СССР (1977) и Государственной премии СССР (1982).
Родился 28.06.1911.
Окончил Московский дирижаблестроительный институт, после чего работал на предприятиях авиационной промышленности на инженерных и инженерно-конструкторских должностях.
С 1948 года в ФИАН: научный сотрудник лаборатории колебаний, главный конструктор и зав. сектором радиотелескопов.
В 1955—1959 гг. совместно с А. Е. Саломоновичем спроектировал и руководил сооружением на территории Окской радиоастрономической станции ФИАН полноповоротного прецизионного параболоида вращения с диаметром главного зеркала 22 м, работающим на волнах до 8 мм. В 1966 г. такой же радиотелескоп был сооружен в Крымской астрофизической обсерватории АН СССР.
К 1964 году спроектировал крестообразный радиотелескоп метрового диапазона ДКР-1000 с длиной плеч 1 км × 1 км.
В 1970-е гг. принимал участие в проектировании антенн П-2500 Центров дальней космической связи, которые были сооружены в Евпатории и в Уссурийске. За эту работу в 1982 году присуждена Государственная премия СССР.
Автор идеи создания полноповоротных антенн, в которых жёсткая металлоконструкция заменяется системой тросов.
Лауреат Премии имени А. С. Попова АН СССР (1977, совместно с А. Е. Саломоновичем). Заслуженный деятель науки и техники РСФСР (1982).
С 1988 года на пенсии.
Сочинения:
- Некоторые методы создания параболических антенн радиотелескопов высокой разрешающей способности : диссертация … кандидата технических наук : 05.00.00. — Москва, 1964. — 160 с. : ил. + Прил. (71 с.: табл.).
- Исследование конструктивных схем параболических антенн крупных радиотелескопов : диссертация … доктора технических наук : 05.00.00. — Москва, 1971. — 297 с. : ил.